# Fermín Espinosa "Armillita Chico"

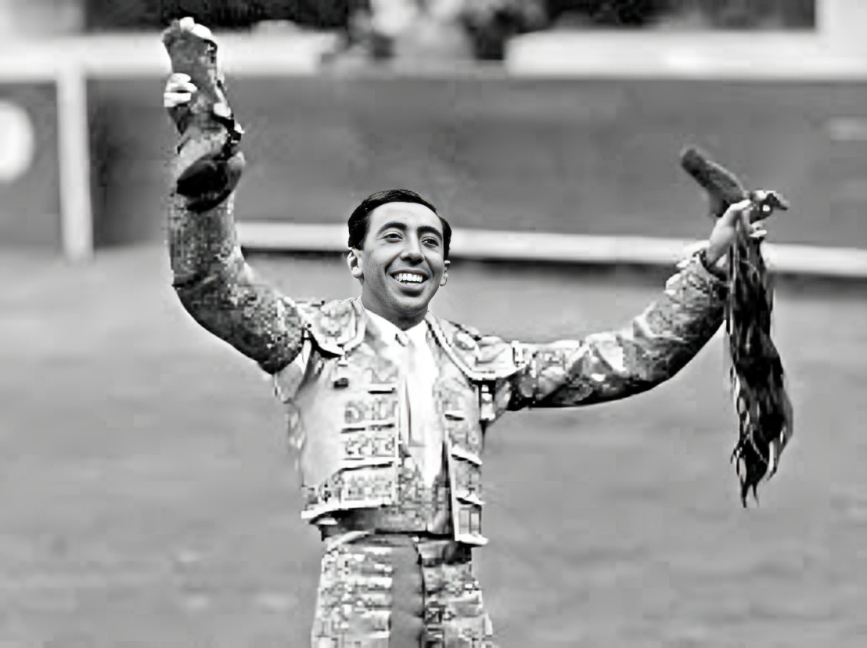
Fermín Espinosa "Armillita" cuajó una de sus grandes faenas en Barcelona, aquella de la que, según se cuenta, hasta las criadillas del toro le entregaron como premio

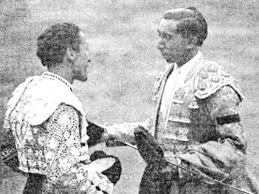
El maestro Silverio Pérez tomó la alternativa en "El Toreo" de Puebla la tarde del 6 de noviembre de 1938, teniendo como padrino a Fermín Espinosa "Armillita"

Fermín Espinosa Saucedo, más conocido como Fermín Espinosa “Armillita” o “el Maestro de Saltillo” (Saltillo, Coahuila, 3 de mayo de 1911-Ciudad de México, 5 de septiembre de 1978), fue un torero mexicano.

## Novillero
Fue hijo de Fermín Espinosa Orozco y María Saucedo Flores. La tradición taurina de su familia comenzó entre 1880 y 1885 con su tío Pedro, lo secundó su padre Fermín, quien fue banderillero y peón de brega. Su padre era conocido con el mote de “el Campanero”, pero el matador Saturnino Frutos “el Ojitos” prefirió llamarlo “Armillita” por el parecido físico que tenía con el peón español Esteban Argüelles a quien apodaban de la misma manera. Para distinguirlo de su padre fue llamado “Armillita Chico”, aunque el apodo ha sido utilizado por varios miembros de la familia.
Se presentó por primera ocasión en el Toreo de la Condesa de la Ciudad de México, como becerrista, el 1 de agosto de 1924 cortando orejas y rabo, cuando tenía sólo 13 años de edad, por ello fue llamado “el Niño Sabio del Toreo”.  El 21 de marzo de 1926 se despidió como becerrista y el 18 de julio hizo su presentación en el Toreo de la Condesa como novillero, esta tarde alternó con Julián Pastor y Edmundo Maldonado “el Tato”.

## Alternativa
El 23 de octubre de 1927 tomó la alternativa con el toro Maromero, su padrino fue Antonio Posada y el testigo Pepe Ortiz. Debido a que tenía 16 años de edad, se convirtió en el torero más joven en la historia del toreo de México. El 25 de marzo de 1928 tomó la alternativa en España en la Monumental de Barcelona con el toro Bailador, su hermano, Juan Espinosa “Armillita”, fue el encargado de entregarle los trastos de matar y Vicente Barrera fue el testigo. El 10 de mayo del mismo año confirmó en Madrid con el toro Gaditano, Manuel Jiménez “Chicuelo” fue su padrino y Francisco Vega de los Reyes “Gitanillo de Triana” el testigo.
El 5 de julio de 1932 se presentó en Madrid, le hizo una faena por naturales al toro Centello de Aleas, a pesar de haber pinchado siete veces, el público lo aclamó tanto que le fue concedida una oreja.
El 26 de julio de 1934 alternó con Marcial Lalanda y Juan Belmonte en Barcelona en una corrida considerada como una de las más memorables en la historia del toreo; esa tarde Lalanda y Belmonte cortaron las patas a sus toros, por su parte, “Armillita Chico” hizo una gran faena al toro Clavelito, la cual le valió recibir orejas, rabo, las cuatro patas y las criadillas.  Sus triunfos fueron muy frecuentes, a tal grado que se originó el rompimiento del convenio entre los toreros españoles y mexicanos, también llamado boicot del miedo. Se le consideró un “mandón de la fiesta”, pues se dice que controlaba la elección de los carteles de presentación de treinta y siete toreros.
En México fue ganador de la Oreja de Oro en 1928, 1932 y 1937.  El 20 de diciembre de 1936 se presentó en el Toreo de la Condesa, esa tarde cortó 6 orejas, 2 rabos y 1 pata a los toros Cantarito, Garboso y Pardito de la ganadería de San Mateo. 
Toreó 838 corridas, 338 de ellas en España. Durante su carrera recibió dos puntazos y algunas volteretas, la única cornada la sufrió el  20 de noviembre de 1944 por el toro Despertador en la plaza de San Luis Potosí. En 1946 fue premiado con la Rosa Guadalupana. Fue creador del lance con el capote conocido como  saltillera.

## Retiro
La última vez que se presentó fue en Saltillo, alternó con Lorenzo Garza y Silverio Pérez en festival organizado para recabar fondos y construir escuelas municipales. Durante su retiro se asoció con Rafael Flores, Félix Chávez y David Linares para construir la cuarta plaza de toros que existió en Saltillo, posteriormente fue demolida y en su lugar se construyó el hotel Imperial.
Se trasladó a vivir a Aguascalientes, en la hacienda El Chichimeco crio toros de lidia y cultivó la vid. El mayor de sus hijos es el extorero y ganadero Víctor Manuel Espinosa Acuña. Después contrajo matrimonio con Nieves Menéndez, impulsó la carrera taurina de sus hijos Fermín y Miguel Espinosa Menéndez, tuvo también una hija llamada Martha Paloma. Murió el 5 de septiembre de 1978 a causa de una peritonitis aguda. Agustín Lara le dedicó el pasodoble Fermín, el cual ha sido interpretado por muchos cantantes, entre ellos Javier Solís y Plácido Domingo. En la plaza de San Francisco de Saltillo se erigió una estatua en su honor. El escritor español José Carlos Arévalo lo refiere como el mejor torero del mundo. La plaza de toros de Jalostotiltán, en Jalisco, fue bautizada con su nombre.